# Brüstungshöhe
Die Brüstungshöhe (BRH) ist eine Bemaßung aus dem Bauwesen, welche die Höhe einer Brüstung über der Oberkante Fertigfußboden angibt und der Absturzsicherung dient. Die heute geforderte Brüstungshöhe ist abhängig von mehreren Faktoren, insbesondere der potentiellen Absturzhöhe. 
Auf Treppenläufen wird die Brüstungshöhe senkrecht auf der Stufenvorderkante gemessen. 

## Rechtliche Lage in Deutschland
In Deutschland ist die Mindesthöhe für den Privatbereich in den Landesbauordnungen und weiteren Verordnungen geregelt. Sie beträgt bei Fensterbrüstungen in der Regel 80 cm, bei Absturzhöhen über 12 m 90 cm.
Gemäß MBO gilt, dass Umwehrungen zur Sicherung von Öffnungen in begehbaren Decken und Dächern sowie Umwehrungen von Flächen mit einer Absturzhöhe von 1 m bis 12 m 0,90 m hoch und Umwehrungen von Flächen mit mehr als 12 m Absturzhöhe 1,10 m hoch sein müssen. Die wird von den Landesbauordnungen weitgehend so umgesetzt.
Im gewerblichen Bereich gelten für im Sinne der Berufsgenossenschaft versicherte Personen höherwertige Anforderungen. Hier wird bis zu einer Absturzhöhe von 12 m eine Mindesthöhe von 1 m gefordert, darüber 1,1 m.
Auch für Brüstungen gilt grundsätzlich der baurechtliche Bestandsschutz (siehe das grundsätzliche Urteil des Bundesverwaltungsgerichts: BVerwG IV C 75.71).

## Rechtliche Lage International
In anderen Ländern (etwa in Irland und im Vereinigten Königreich) werden zum Teil auch 90 cm und bei höheren Absturzhöhen 110 cm gefordert.